# مرووسکا
مرووسکا (به صربی: Mrovska) یک منطقهٔ مسکونی در صربستان است که در ولادیمیرتسی واقع شده‌است. مرووسکا ۵۰۸ نفر جمعیت دارد.